# Iwan Blijd
Iwan Blijd (* 8. Mai 1953) ist ein surinamischer Judoka.
Blijd war 1972 in München Mitglied der surinamischen Olympiamannschaft. Er belegte bei den Judowettbewerben im Leichtgewicht (bis 63 kg) Rang 19, nachdem er in der ersten Runde gegen den Schweizer Marcel Burkhard verlor. Blijd war der erste Judoka aus Suriname, der an Olympischen Spielen teilnahm. Ihm folgten 1976 Ricardo Elmont und 1984/1988 Mohamed Madhar als surinamische Juduka mit Olympiateilnahmen nach.